# François Collignon

Eine Kartusche: Radierung von François Collignon nach einem Entwurf von Stefano della Bella

François Collignon (* 21. Januar 1610 in Nancy; † 18. Januar 1687 in Rom) war ein französischer Zeichner, Radierer, Kupferstecher und Verleger, der vornehmlich in Paris und Rom gewirkt hat. In seinem Schaffen ist mehr sein kaufmännisches als sein künstlerisches Talent zum Tragen gekommen, das ihn nach ersten Anfängen in Paris später in Rom zu einem erfolgreichen Verleger werden ließ.

## Betätigungsfelder

Eine Allegorie: Radierung (1656) von François Collignon nach einer Zeichnung von Pietro Testa

Nachdem François Collignon seine Ausbildung in Nancy als Schüler des  Zeichners  und Kupferstechers Jacques Callot (1592–1635) um das Jahr 1630 herum abgeschlossen und noch einige Zeit bei Callot gearbeitet hatte, ging er 1631 nach Augsburg. Hier war er bei dem Maler und Baumeister Johann Matthias Kager (1575–1634) tätig und hat unter anderem dessen Bild  – Salomon empfängt die Königin von Saba (eine figurenreiche Komposition) reproduziert.  Von 1634 bis 1636 hielt François Collignon sich in Rom auf und schloss dort mit dem Zeichner und Radierer Stefano della Bella (1610–1664) eine Freundschaft, die lebenslang währen sollte und eine fruchtbare Zusammenarbeit ermöglicht hat. Eine Arbeit aus dieser Zeit ist auch überliefert: Zusammen mit dem Maler Andrea Sacchi (1599–1661) illustrierte er eine Festschrift (Festa, fatta in Roma, alli 25. di Febraio MDCXXXIV), die der Kardinal Antonio Barberini (1607–1671) zum Besuch eines polnischen Prinzen in Auftrag gegeben hatte. – Ab 1636 wirkte François Collignon dann in Paris, wo er in den nächsten Jahren sehr produktiv gewesen ist. So hat er unter anderem von Stefano della Bella viele Zeichnungen radiert und sich zum ersten Mal mit der Herausgabe einiger Blätter (von della Bella und wohl auch anderen) verlegerisch betätigt. Dazu hat er zusammen mit della Bella Entwürfe des königlichen Militärkartographen Sébastien de Beaulieu (1612–1674) radiert und gestochen.
Um das Jahr 1646 herum erfuhr das Leben von François Collignon eine wesentliche Veränderung: Er verließ Paris und ging nach Rom, wo er dann bis zum Ende seines Lebens tätig gewesen ist. Im römischen Verlagswesen ist er bald zu einer bestimmenden Figur geworden und hat vorwiegend Werke von anderen Künstlern herausgebracht. So zum Beispiel – teilweise zusammen mit dem Verleger und Kunsthändler Giovanni Domenico De Rossi (1619–1653) – eine Reihe von Stichen des italienischen Malers und Radierers Pietro Testa (1611–1650) und Kupferstiche von dem niederländischen Zeichner, Kupferstecher und Maler Cornelis Bloemaert (1603–1686), die dieser nach Werken von Malern wie Nicolas Poussin (1594–1665), Charles Le Brun (1619–1690) und anderen geschaffen hatte.
Nach dem Tod von François Collignon im Januar 1687 hat seinen ganzen geschäftlichen Nachlass der niederländische Zeichner, Kupferstecher und Maler Arnold van Westerhout (1651–1725) erworben und für sich nutzen können.